# Roodrandzandbij
De roodrandzandbij (Andrena rosae) is een vliesvleugelig insect uit de familie Andrenidae. De wetenschappelijke naam van de soort is voor het eerst geldig gepubliceerd in 1801 door Panzer.

## Synoniemen
- Andrena stragulata Illiger, 1806[2]
- Andrena eximia Smith, 1847[2]